# CISV

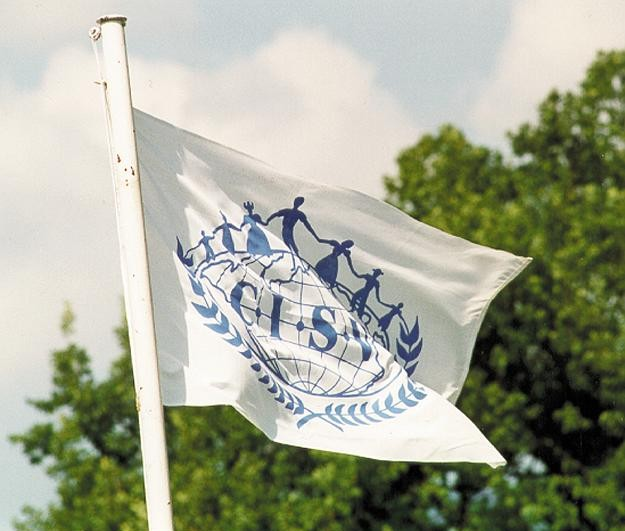
Flaga CISV (Francja, 1995)

Cisv International (dawniej Children’s International Summer Villages) – organizacja międzynarodowa, stowarzyszenie charytatywne typu non-profit, oparte na pracy wolontariuszy, którego celem jest zapewnienie pokoju na świecie poprzez zrozumienie międzykulturowe.
Pomysłodawczynią i założycielką CISV była Doris Allen, doktor psychologii z Uniwersytetu Cincinnati. W 1946 roku przedstawiła swój plan pracy na rzecz pokoju światowego. Udało jej się dowieść, że praca z dziećmi i odpowiednia edukacja najmłodszych (edukacja dla pokoju) pozwoli wykształcić w nich postawy wolne od stereotypów i uprzedzeń. Te plany zaczęto realizować w 1951 roku, gdy powstała pierwsza międzynarodowa dziecięca „letnia wioska” (ang. Children International Summer Village). CISV–VILLAGE jest do dziś jednym z podstawowych programów organizacji CISV. 
W 1979 roku Doris Allen została nominowana do Pokojowej Nagrody Nobla.
Współcześnie w 200. różnych programach i spotkaniach tej organizacji uczestniczy co roku ponad 10 tys. uczestników (należących do różnych grup wiekowych) z ponad 70. krajów. CISV Poland składa się z oddziałów w Dąbrowie Górniczej, Łodzi i Warszawie. 